# Guerra Wraith-Lantiani
La guerra Wraith-Lantiani è un conflitto immaginario presente nell'universo della serie tv  Stargate Atlantis. Il conflitto ha visto contrapporsi Wraith e Lantiani per il dominio della galassia di Pegaso ed è durato all'incirca 100 anni, dal 8 100 a.C  al 8 000 a.C.
All'interno dell'universo di Stargate il conflitto riveste una grande importanza, dato che ha portato alla distruzione degli Antichi come civiltà e permesso così l'ascesa dei Wraith, una delle peggiori piaghe dell'universo. Inoltre il vuoto di potere lasciato dagli Antichi una volta tornati nella Via Lattea ha permesso ai Goa'uld di ottenere il potere.
Si è inoltre ipotizzato che i Replicatori possano aver avuto origine a causa del conflitto, dato che furono proprio i Lantiani a sviluppare i primi modelli per combattere i Wraith, gli Asurani.

## Preludio
900 anni prima della guerra i Lantiani avevano compiuto esperimenti su un gruppo di 200 umani per cercare di raggiungere l'immortalità. L'esperimento consisteva nel inserire il DNA dell'Iratus, un insetto noto per le proprietà rigenerative, negli umani. Nonostante gli inizi fossero promettenti i soggetti si ribellarono scapparono attraverso lo Stargate. Rubarono una nave, uno ZPM e l'arma costruita per ucciderli.
Per anni essi si nascosero nella galassia, divisi in gruppi, crescendo in numero e desiderosi di vendetta verso i Lantiani.

## La guerra

### L'inizio
All'inizio i Wraith non erano un problema per i Lantiani, dato che la loro tecnologia cristallina era nettamente superiore a quella organica dei Wraith. Le navi di Classe "Aurora" erano in grado di infliggere tremendi danni, con i loro droni, senza subirne alcuno grazie ai loro avanzatissimi scudi.
Tuttavia con il passare degli anni i Lantiani divennero imprudenti, credendo che le loro navi fossero imbattibili le inviarono nei territori dei Wraith sperando di distruggerli. Dopo molto tempo e costi elevati, i Wraith ne catturarono 3 insieme ai loro ZPM, usandoli per alimentare quattro impianto di clonazione.

### Guerra di attrito
Con gli impianti di clonazione la guerra cambio per sempre, non importava che i Lantiani vincessero ogni battaglia, i Wraith continuavano ad arrivare in masse, distruggendo ogni nave o avamposto che incontravano sulla loro strada.
Durante questo periodo i Lantiani tentarono disperatamente di far tornare l'esito la guerra in loro favore, affidandosi alla loro avanzata tecnologia. I più famosi tentativi furono:
- il Progetto Arcturus, mirato ad estrarre energia di zero punto dal nostro universo. L'entrata di particelle esotiche nel nostro universo causo la morte degli scienziati Lantiani, degli abitanti del pianeta e dei Wraith nelle navi in orbita.[2]
- gli Asurani, naniti che dovevano distruggere i Wraith a livello cellulare. Gli Asurani però si rifiutarono di obbedire e i Lantiani inviarono una flotta su Asura per eliminarli.[3]
- Il Dispositivo Attero, che distruggeva ogni navi Wraith che entrava nell'Iperspazio. Il dispositivo venne disattivato quando si scopri che come effetto collaterale faceva esplodere ogni Stargate che veniva attivato in quel momento [4][5]

Alla fine tutti i territori Lantiani, tranne Atlantide e il suo sistema, erano stati conquistati dai Wraith. I Lantiani decisero allora di inviare una delegazione di pace protetta dalle loro navi più potenti, sperando di poter negoziare un cessate il fuoco, ma la delegazione venne annientata. Con l'annientamento della flotta i Lantiani persero ogni speranza di continuare il conflitto.

### Primo assedio di Atlantide
I Wraith incominciarono allora a farsi strada nel sistema Lantiano, distruggendo i Satelliti di Lagrange che lo proteggevano, tranne uno e assediando Atlantide stessa.
Per anni gli abitanti di Atlantide riuscirono a respingere ogni attacco, grazie ai Droni e allo scudo, ma più navi Wraith distruggevano più ne arrivavano. Per diminuire l'impatto delle armi Wraith sullo scudo della città i Lantiani la inabissarono. In questo modo l'oceano attutiva i colpi delle armi.
Con il tempo le scorte di droni si esaurirono, fino a che non ne rimasero una dozzina, e i tre ZPM non erano più sufficienti per trattenere il fuoco nemico e l'oceano. I Lantiani decisero allora di abbandonare la città e tornare sulla Terra attraverso lo Stargate.

## Conseguenze
L'esodo dei Lantiani lascio i Wraith in totale controllo della galassia. Questo controllo fu però messo in pericolo dagli Asurani, che seguendo il loro codice attaccarono i Wraith.
Il maggiore problema post bellico per i Wraith fu che la loro popolazione era troppo numerosa. Idearono quindi un piano: I Wraith avrebbero dormito per secoli per poi risvegliarsi quando la popolazione umana fosse numerosa abbastanza.